# Feige
Feige (formy poboczne Feyge, Fajge, Feiga, Fajga)  – niemieckie nazwisko, do 1945 r. występujące głównie na Śląsku, szczególnie w jego zgermanizowanej dolnośląskiej części. Przez niemieckiego językoznawcę Hansa Bahlowa uznane za charakterystyczne dla krajobrazu kulturowego Śląska i opisane w jego dziele Schlesisches Namenbuch.

## Etymologia
Językoznawcy sugerują różne źródła pochodzenia tego nazwiska. Według Hansa Bahlowa, należy ono do grupy nazwisk odimiennych i wywodzi się od przydomka Woike (Woike>Foike>Feige), będącego zdrobniałą i przyswojoną językowi niemieckiemu formą słowiańskich imion Wojciech i Wojsław. Inni wywodzą nazwisko od zdrobnienie imienia Zofia (Fey), albo od niemieckich wyrazów pospolitych: rzeczownika "Feige" (figa) lub przymiotnika "feige" (nieszczęśliwy).

## Rozmieszczenie
W wyniku migracji i przesiedleń nazwisko rozprzestrzeniło się w Niemczech, ziemiach czeskich oraz innych regionach Polski, przyjmując również formy Feyge, Feiga, Fajge, Fajga i inne. Jedną z osób noszących to nazwisko był Jan Fajge, którego protestanccy przodkowie o nazwisku Feyge żyli na przełomie XVIII i XIX w. w Ostrowie Wielkopolskim. 
We współczesnych Niemczech nazwisko to w różnych formach nosi ok. 5 tys. osób, w Polsce według bazy PESEL  z 2002 r. ok. 0,3 tys. osób.

## Znane osoby o tym nazwisku
- Franciszek Feige, powstaniec śląski (1895–1939)
- Gerhard Józef Feige, polski oficer, ofiara zbrodni katyńskiej (1906–1940)
- Gerhard Feige, niemiecki duchowny katolicki (ur. 1951)
- Jan Fajge, polski działacz lewicowy (1917–1942)
- Jan Jerzy Feyge, saski oficer i rysownik (ur. ok. 1665)
- Jasmin Feige, niemiecka lekkoatletka (1959-1988)
- Kevin Feige, amerykański producent filmowy (ur. 1973)